# 健康企業股份
健康控股股份有限公司(英語： 或 日語：)，是在2003年4月10日成立，當時是以「健康企業股份有限公司」，主要生產及銷售健康食品和減肥食品。2007年成功以換股方式收購乳業商弘乳舎全數股權。
其股份自2006年於札幌證券交易所雄心板上市。另外在2012年計劃更名為「健康企業股份有限公司」。